# Resultados do Carnaval de Macaé em 2011
Resultados do Carnaval de Macaé  em 2011. A apuração ocorreu no dia 24 de março.

## Grupo Especial
| Posição | Escolas              | Pontos | Ref.  | Classificação ou rebaixamento |
| ------- | -------------------- | ------ | ----- | ----------------------------- |
| 1       | Castelo Imperial     | 199,8  | [ 1 ] | Campeã do Carnaval 2012       |
| 2       | Unidos dos Bairros   | 198,6  | [ 1 ] |                               |
| 3       | Império da Barra     | 197,6  | [ 1 ] |                               |
| 4       | Aroeira              | 195    | [ 1 ] |                               |
| 5       | Foliões das Malvinas | 194,8  | [ 1 ] |                               |
| 6       | Pulo do Gato         | 192,6  | [ 1 ] | Desce para o Grupo 1 2012     |

## Grupo  1
| Posição | Escolas                  | Pontos | Ref.  | Classificação ou rebaixamento |
| ------- | ------------------------ | ------ | ----- | ----------------------------- |
| 1       | Princesinha do Atlântico | 179    | [ 1 ] | Sobe para o Especial 2012     |
| 2       | Lagomar                  | 173,8  | [ 1 ] |                               |
| 3       | União do Miramar         | 168,1  | [ 1 ] |                               |
| 4       | Arco-Íris                | 167    | [ 1 ] |                               |
| 5       | Unidos da Vila           | 166,7  | [ 1 ] |                               |
| 6       | Unidos dos Estudantes    | 147    | [ 1 ] |                               |